# Xanthopimpla luzonensis
Xanthopimpla luzonensis là một loài tò vò trong họ Ichneumonidae.